# Liparetrus abnormalis
Liparetrus abnormalis är en skalbaggsart som beskrevs av Macleay 1886. Liparetrus abnormalis ingår i släktet Liparetrus och familjen Melolonthidae. Inga underarter finns listade i Catalogue of Life.